# Косяковский сельсовет
Косяковский сельсовет — упразднённая административно-территориальная единица, существовавшая на территории Московской губернии и Московской области до 1923 и в 1925—1954 годах.
Косяковский сельсовет был образован в первые годы советской власти. По данным 1919 года он входил в состав Спасской волости Бронницкого уезда Московской губернии.
В 1923 году Косяковский с/с был присоединён к Аргуновскому с/с, который в 1924 году был переименован в Косяковский.
В 1926 году из Косяковского с/с был выделен Аргуновский с/с.
По данным 1926 года в состав сельсовета входил 1 населённый пункт — село Косяково.
В 1929 году Косяковский с/с был отнесён к Ашитковскому району Коломенского округа Московской области.
20 мая 1930 года Косяковский с/с был передан в Воскресенский район.
14 июня 1954 года Косяковский с/с был упразднён, а все его территория передана в Марчуговский с/с.